# Dear Friends-友へ-
「Dear Friends-友へ-/学校へ行こう」（ディア・フレンズ ともへ/がっこうへいこう）は、フジテレビ系『クイズ!ヘキサゴンII』発のユニット2組による両A面シングル。2010年4月21日にポニーキャニオンより発売された。
フレンズの「Dear Friends-友へ-」と、まいける&はなかの「学校へ行こう」の2曲が収録されている。

## 概要
『クイズ!ヘキサゴンII』発の16枚目のシングル。
フレンズにとっては「泣いてもいいですか」から9ヶ月振りの、2枚目かつ最後のシングルである。2010年1月から2ヶ月間の育児休業をとり、同期間『ヘキサゴンII』への出演も無かったつるの剛士の番組復帰と同時に発表された。
「Dear Friends-友へ-」は『ヘキサゴンII』のエンディングテーマとして使用されず、「学校へ行こう」の方が使われた。両A面シングルの収録1曲目をエンディングテーマに使用しなかったのは初めてのケースである。
「まいける&はなか」は、2009年に同番組で開催された「ヘキサゴンで歌いたい人オーディション2009」の準グランプリ・村上マイケル昌爵（まいける）と審査員特別賞・附田花香（はなか）による、小学生2人組ユニット。今作がデビュー作で、発表された唯一の楽曲である。「学校へ行こう」は、小学校入学をテーマにした楽曲。
CDジャケットは、表面が『フレンズ Dear Friends-友へ-』と大きく表記され、フレンズの2人が大きく写っている写真の右下に、小さくまいける&はなかが写っているもの。裏面は『学校へ行こう まいける&はなか』と大きく表記され、まいける&はなかの2人が大きく写っている写真の右から、フレンズが覗き込んでいるというパターン。CDブックレットの裏表紙の写真では4人全員が一緒に写っている。
2010年12月11日に行われた「ヘキサゴンファミリーコンサート2010」では、矢口真里とmisonoの2人組ユニット「FRIENDS II（Mari＆misono）」による「Dear Friends-友へ-」が披露された。

## 収録曲

### CD
1. Dear Friends-友へ-  / フレンズ
作詞：カシアス島田、作曲：松井亮太（ワカバ）[5]、編曲：斎藤文護・岩室晶子
2. 学校へ行こう / まいける&はなか
作詞：カシアス島田、作曲：Voice of Mind、編曲：斎藤文護・岩室晶子
3. Dear Friends-友へ- （カラオケ）
4. 学校へ行こう （カラオケ）

### DVD
1. 「Dear Friends-友へ-」ミュージックビデオ
2. 「学校へ行こう」振り付け映像（マルチアングル）

## 初回生産分特典
- トレーディングカード1枚（全12種類）